# Jim Al-Khalili
Jim Al-Khalili OBE (nascido em 20 de setembro de 1962) é um professor de física, autor e locutor, é naturalizado britânico, nascido em Bagdá, Iraque

## Biografia
Nascido em Bagdá em 1962, de um pai iraquiano e mãe inglesa, Al-Khalili estudou Física na Universidade de Surrey. Graduou-se como Bacharel em 1986 e permaneceu no exercício de uma PhD, em Teoria da Reação Nuclear, que obteve em 1989. Naquele ano ele conquistou o pós-doutorado do Conselho de Pesquisa de Ciências e Engenharia (SERC), na Universidade de Londres. Ele voltou a Surrey, em 1991, primeiro como assistente de pesquisa, em seguida, um palestrante. Em 1994, Al-Khalili trabalhou no Conselho de Pesquisa e Engenharia das Ciências Físicas (EPSRC) como Especialista de Pesquisas Avançadas por cinco anos, período durante o qual se estabeleceu como um dos principais especialistas em modelos matemáticos de núcleos atômicos exóticos. Ele tem publicado muito disso em seu campo.